# Concessieblok
Een concessieblok is een geografisch bepaald gebied voor de prospectie, exploratie en winning van natuurlijke hulpbronnen. Concessies voor exploratie of winning worden afgegeven voor een bepaalde periode aan een of meer concessiehouders. Elk blok heeft een eigen naam of nummer.